# Francine Bloch
Francine Bloch, nota come Francine de Bérys e Francine Béris (Lione, 4 ottobre 1916 – Issy-les-Moulineaux, 28 ottobre 2010) è stata una musicologa francese.

## Biografia
Figlia del romanziere José de Béris, si laureò in filosofia e collaborò con varie riviste tra cui La Nef e Les Cahiers du Sud. Su richiesta di Lucie Faure, scrisse una relazione favorevole su Il secondo sesso di Simone de Beauvoir, pubblicata su La Nef assieme alla stroncatura da parte di Armand Hoog. Fece parte dell'associazione Francia-URSS nonostante non sostenesse ideologie comuniste.